# Cambra Oficial de Comerç i Indústria de Manresa
Cambra Oficial de Comerç i Indústria de Manresa és una corporació de dret públic fundada el 1906 amb seu a Manresa, i regulada per la llei 3/93 i per la llei 14/2002 de Catalunya que té com a funció principal defensar els interessos generals de les empreses i proporcionar les actuacions necessàries per al foment del comerç i la indústria.

## Història
Es va constituir el 19 de març del 1906. El seu primer president va ser Vicenç Francesc Gabriel i Balaguer, i Leonci Soler i March va ser-ne president honorari. La primera seu cameral estava al número 24 del carrer de la Canal. Entre les gestions que va dur a terme en la seva època inicial hi ha la implicació en les tasques d'ajuda als afectats per l'aiguat de 1907 i la col·laboració amb l'Ajuntament per demanar una segona línia de ferrocarril entre Manresa i Barcelona.
El 1911 tenia delegacions a diferents pobles del Bages com Artés, Moià o Navarcles i es va consolidar com a institució. Durant la Segona República Espanyola era força activa, però quan va esclatar guerra civil espanyola la Cambra va ser intervinguda pel Delegat d'Economia de la Generalitat de Catalunya a la Setena Regió. Entre el 1936 i el 1939 la gestió cameral va quedar pràcticament anul·lada i eren els grans sindicats els qui controlaven l'activitat econòmica i social.
La recuperació va arribar a finals del 1940, amb una reunió entre antics components de l'entitat i industrials i empresaris de la comarca de la que en va sortir una nova junta. El 1945 se'n va restaurar la façana i es va arreglar l'interior, alhora que acollia institucions manresanes com Jove Cambra o la Unió de Botiguers i Comerciants. També va promoure i organitzar les Fires de Mostres de 1952, 1957 i 1969. Durant els anys setanta es van consolidar els seus serveis i es van iniciar col·laboracions amb les cambres de Sabadell, Terrassa i Barcelona. Cap al 1980 va preparar l'ExpoBages de 1981, però des dels anys 1990 la seva activitat ha estat marcada per la crisi del sector tèxtil, la construcció d'importants eixos de comunicacions com l'autopista Manresa-Terrassa o l'Eix Transversal, la inauguració del Palau Firal de Manresa o la proliferació de polígons industrials i grans superfícies comercals a la comarca. El 2006 va rebre la Creu de Sant Jordi. El seu president era aleshores Manel Rosell i Martí.
Convoca anualment des de l'any 2000 els Premis Cambra per reconèixer les millors iniciatives de les empreses, persones i institucions del territori, que valoren aspectes com la competitivitat internacional, dinamització del comerç de proximitat, la innovació, l'originalitat, la qualitat i el disseny. Aquests premis són hereus dels Premis al Mèrit Exportador, que es van concedir entre els anys 1991 i 1999, en aquest cas centrats en distingir estrictament l'activitat d'internacionalització.

## Objectius
La Cambra està orientada a complir les següents missions:
- Vetllar per les perspectives de la demarcació del Bages com a zona econòmica amb identitat pròpia buscant el desenvolupament econòmic de la zona.
- Vetllar pels interessos generals de les empreses de la demarcació i pel seu desenvolupament econòmic a curt, mitjà i llarg termini.
- Donar serveis a les empreses segons les obligacions legals en l'àmbit de la promoció de les exportacions i la formació.
- Donar serveis que donin resposta a la demanda de les empreses a través de la informació, assessorament i la formació com a projectes immediats i com a projectes favorables per a les empreses.

### Composició
Formen part de la Cambra totes les persones físiques i jurídiques que tinguin domicili social, sucursals, agències, factories o establiments dins de la demarcació del Bages i exerceixen o es dediquin al comerç, la indústria, o els serveis, tal com els defineix la Llei 3/1993 de les Cambres Oficials de Comerç, Indústria i Navegació d'Espanya.

### Organització interna
Els òrgans de govern de la Cambra són el Ple, el Comitè Executiu i el President. Els membres dels òrgans de govern de la Cambra són escollits per sufragi universal de totes les empreses de la demarcació cada 4 anys, i ostenten durant aquest mandat de 4 anys la representació dels respectius sectors que els han escollit.